# Янкулоская, Гордана
Гордана Янкулоская (макед. Гордана Јанкулоска; родилась 12 октября 1975 года, Охрид, Социалистическая Республика Македония, СФРЮ) — северомакедонский государственный деятель, министр внутренних дел Республики Македония в 2006—2015 годах.

## Образование
Гордана Янкулоская родилась 12 октября 1975 года в Охриде (бывшая Югославия). В 1999 году окончила факультет права Университета Св. Кирилла и Мефодия в Скопье. В 2003 году окончила магистратуру в Кентском университете (University of Kent) в Великобритании по специальности Международное торговое право.
Владеет английским языком и имеет базовые знания в албанском и немецком языках.

## Карьера
- С 1999 по 2000 год работала юристом в частном секторе.
- С 2000 по 2002 год — государственный советник Министерства финансов Республики Македония и одновременно глава администрации министра.
- С 2004 по 2006 год — генеральный секретарь партии ВМРО-ДПМНЕ.
- 28 августа 2006 года назначена министром внутренних дел Республики Македония.

## Семья
Гордана Янкулоская не замужем и детей не имеет.